# أينياس 1172
 أينياس 1172 أو الكويكب 1172، التعين المؤقت له  الكويكب 1930UA. وهو كويكب من كويكبات طروادة ينتمي إلى كويكبات معسكر طروادة اكتشف في سنة 1930. اشتق اسم هذا الكويكب من اسم إحدى الشخصيات الطروادية في ملحمة الإلياذة لهوميروس.
كباقي كويكبات معسكر الطرواديين يقع مداره في النقطة L5 من نقاط لاغرانج وفق نظام الشمس - المشتري. يبلغ القدر المطلق لهذا الكويكب 8.33 ونصف المحور الرئيسي لمداره 5.212 وحدة فلكية. وقد تم رصده 41 مرة حتى فبراير 2013. الإشارة المرجعية له وفق الملحق الدوري لمدارات الكويكبات هي MPO250206‏